# ایندرک کانیک
ایندرک کانیک (استونیایی: Indrek Kannik؛ زادهٔ ۲۵ نوامبر ۱۹۶۵) سیاستمدار اهل استونی است. وی از ژانویه تا مه ۱۹۹۴ وزیر دفاع استونی و نماینده مجلس استونی  بوده.